# Interstate 87 (Nova Iorque)
Interstate 87 (I-87) é uma rodovia interestadual norte-sul com 536,70 km (333,49 milhas) de extensão, localizada inteiramente no estado americano de Nova Iorque. A I-87 é a principal rodovia que liga a cidade de Nova Iorque a Montreal. A rodovia começa na saída 47 da I-278 no borough do Bronx, em Nova Iorque, ao norte da Ponte Robert F. Kennedy e da Grand Central Parkway. A partir daí, a rota segue para o norte, passando pelo Hudson Valley, pelo Capital District e pela parte mais ao leste do North Country até a fronteira entre o Canadá e os Estados Unidos, na cidade de Champlain. Em sua extremidade norte, a I-87 continua em Quebec como Autoroute 15 (A-15). A I-87 conecta-se a várias estradas importantes para a região: I-95 na cidade de Nova Iorque, New York State Route 17 (NY 17; futura I-86) perto de Harriman, I-84 perto de Newburgh e I-90 em Albany. A rodovia não é contígua à I-87 na Carolina do Norte.
A I-87 foi designada em 1957 como parte do estabelecimento do Sistema de Rodovias Interestaduais. A parte da I-87 ao sul de Albany segue duas rodovias de acesso controlado que antecedem a designação de rodovia interestadual, a Major Deegan Expressway (conhecida localmente como “the Deegan”) na cidade de Nova Iorque e a New York State Thruway com pedágio da linha da cidade de Nova Iorque até Albany. Ao norte de Albany, a I-87 segue a Adirondack Northway, uma rodovia construída em etapas entre 1957 e 1967 (concluída bem a tempo de levar os americanos à Exposição Mundial realizada em Montreal naquele ano). As primeiras propostas para a I-87 previam que a rota seguiria um curso mais a leste, passando pelo Hudson Valley e pelo extremo sudoeste de Connecticut, entre a cidade de Nova Iorque e Newburgh. Esses planos foram descartados em 1970, quando a I-87 foi realinhada com a Thruway entre o Condado de Westchester e Newburgh.